# Île May
Pour les articles homonymes, voir May.
Ne doit pas être confondu avec l'Île de May en Écosse.
L'île May (en russe : Остров Мей) est une petite île de la Terre François-Joseph, en Russie.

## Géographie
Située à 6,5 km au sud-ouest de l'île Hooker et à 5 km au nord-ouest des îles Etheridge, il s'agit d'une petite île de basalte de forme allongée et d'une longueur d’environ 1,5 km. Elle est entièrement plate et recouverte de glace.

## Histoire
Découverte en 1880 par Benjamin Leigh Smith qui y captura deux oiseaux arctiques, elle a été nommée en l'honneur de l'amiral William May (1849-1930).